# Miroslav Feldman
Miroslav Feldman (Virovitica, 28. prosinca 1899. – Zagreb, 30. svibnja 1976.), hrvatski književnik, liječnik i pjesnik.

## Životopis
Miroslav Feldman je rođen u Virovitici, 28. prosinca 1899. u hrvatsko-židovskoj obitelji.  Studirao je medicinu u Zagrebu i Beču. Nakon fakulteta vratio se u Hrvatsku gdje je radio kao liječnik u Virovitici, Pakracu, Osijeku, Sarajevu i Zagrebu. Tijekom Drugog svjetskog rata pridružio se narodnooslobodilačkom pokretu u Hrvatskoj gdje je organizirao sanitetsku službu. Bio je predsjednik hrvatskog i jugoslavenskog PEN-a. Književnu karijeru započeo je kao pjesnik, ali je najznačajniji kao dramatičar. Pisao je psihološke drame s elementima groteske te djela s naglašenom socijalnom kritikom u kojima satirički progovara o pojavama u hrvatskoj provinciji i o životu viših društvenih slojeva. Miroslav Feldman je preminuo u Zagrebu, 30. svibnja 1976. godine. Pokopan je na Mirogoju.

## Djela
- "Arhipelag snova",
- "Vožnja",
- "Zec",
- "Profesor Žič",
- "U pozadini",
- "Iz mraka".